# العلاقات الإكوادورية الباكستانية
العلاقات الإكوادورية الباكستانية هي العلاقات الثنائية التي تجمع بين الإكوادور وباكستان.

## مقارنة بين البلدين
هذه مقارنة عامة ومرجعية للدولتين:
| وجه المقارنة                                              | الإكوادور                      | باكستان                     |
| --------------------------------------------------------- | ------------------------------ | --------------------------- |
| المساحة (كم2)                                             | 283.56 ألف                     | 881.91 ألف                  |
| عدد السكان (نسمة)                                         | 16.62 مليون                    | 197.02 مليون                |
| الكثافة السكانية (ن./كم²)                                 | 58.61                          | 223.4                       |
| العاصمة                                                   | كيتو                           | إسلام آباد                  |
| اللغة الرسمية                                             | اللغة الإسبانية، كيشوا ‏، شوار ‏ | لغة إنجليزية، اللغة الأردية |
| العملة                                                    | دولار أمريكي، سوكري إكوادوري   | روبية باكستانية             |
| الناتج المحلي الإجمالي (بليون دولار)                      | 103.06 مليار                   | 304.95 مليار                |
| الناتج المحلي الإجمالي (تعادل القوة الشرائية) بليون دولار | 185.24 مليار                   | 946.67 مليار                |
| الناتج المحلي الإجمالي الاسمي للفرد دولار أمريكي          | 6.21 ألف                       | 1.43 ألف                    |
| الناتج المحلي الإجمالي للفرد دولار أمريكي                 | 11.37 ألف                      | 4.81 ألف                    |
| مؤشر التنمية البشرية                                      | 0.746                          | 0.538                       |
| رمز المكالمات الدولي                                      | +593                           | +92                         |
| رمز الإنترنت                                              | .ec                            | .pk                         |
| المنطقة الزمنية                                           | 00                             | ت ع م+05:00                 |

## منظمات دولية مشتركة
يشترك البلدان في عضوية مجموعة من المنظمات الدولية، منها:
| علم المنظمة | اسم المنظمة                                                | تاريخ انضمام الإكوادور | تاريخ انضمام باكستان |
| ----------- | ---------------------------------------------------------- | ---------------------- | -------------------- |
|             | يونسكو                                                     | 22 يناير 1947          | 14 سبتمبر 1949       |
|             | وكالة ضمان الاستثمار متعدد الأطراف                         | 12 أبريل 1988          | 12 أبريل 1988        |
|             | الأمم المتحدة                                              | 21 ديسمبر 1945         | 30 سبتمبر 1947       |
|             | العملية المشتركة للاتحاد الأفريقي والأمم المتحدة في دارفور | ?                      | ?                    |
|             | الفريق المعني برصد الأرض                                   | ?                      | ?                    |
|             | الاتحاد البريدي العالمي                                    | ?                      | ?                    |
|             | البنك الدولي للإنشاء والتعمير                              | 28 ديسمبر 1945         | 11 يوليو 1950        |
|             | المنظمة الهيدروغرافية الدولية                              | ?                      | ?                    |
|             | الاتحاد الدولي للاتصالات                                   | 17 أبريل 1920          | 26 أغسطس 1947        |
|             | منظمة حظر الأسلحة الكيميائية                               | ?                      | ?                    |
|             | مؤسسة التمويل الدولية                                      | 20 يوليو 1956          | 20 يوليو 1956        |
|             | منظمة التجارة العالمية                                     | ?                      | ?                    |
|             | منظمة الشرطة الجنائية الدولية                              | ?                      | ?                    |

## وصلات خارجية
- موقع وزارة الخارجية الإكوادورية
- موقع وزارة الخارجية الباكستانية